# Boksen op de Olympische Zomerspelen 2024
Boksen is een van de sporten die werden beoefend op de Olympische Zomerspelen 2024 in Parijs, Frankrijk. De wedstrijden werden van 27 juli tot en met 10 augustus gehouden de Arena Paris Nord (voorrondes en kwartfinales) en de Stade Roland Garros (halve finales en finales).
Aan het toernooi deden in 248 boksers mee (124 mannen en 124 vrouwen) die uitkwamen in dertien gewichtsklassen. Ten opzichte van de vorige Zomerspelen was het totale aantal gewichtsklassen weliswaar gelijk gebleven, maar bij de vrouwen was er een klasse (bantamgewicht) bijgekomen en bij de mannen een klasse (halfzwaargewicht) verdwenen. Dit resulteerde in zeven gewichtsklassen voor mannen en zes voor vrouwen.
In juni 2022 besloot het Internationaal Olympisch Comité (IOC) de organisatie van het olympische bokstoernooi niet meer aan de International Boxing Association (IBA) toe te vertrouwen vanwege aanhoudende problemen en onregelmatigheden op het gebied van financieën, bestuur, ethiek, arbitrage en jurering. Het IOC voerde een nieuw kwalificatiesysteem in dat is gebaseerd op bestaande continentale multisportevenementen (Afrikaanse Spelen, Aziatische Spelen, Europese Spelen, Pacifische Spelen en Pan-Amerikaanse Spelen) en twee mondiale kwalficatietoernooien. In dit nieuwe systeem was geen rol meer voor de door IBA georganiseerde wereldkampioenschappen.

## Gewichtsklassen
De volgende dertien gewichtsklassen stonden op het olympiscche boksprogramma.
Mannen
- Vlieggewicht (-51 kg)
- Vedergewicht (-57kg)
- Lichtgewicht (-63,5 kg)
- Weltergewicht (-71 kg)
- Middengewicht (-80 kg)
- Zwaargewicht (-92 kg)
- Superzwaargewicht (+92 kg)

Vrouwen
- Vlieggewicht (-50 kg)
- Bantamgewicht (-54 kg)
- Vedergewicht (-57 kg)
- Lichtgewicht (-60 kg)
- Weltergewicht (-66 kg)
- Middengewicht (-75 kg)

## Opzet
In iedere gewichtsklasse beginnen de wedstrijden met een of twee voorrondes en vervolgens kwartfinales, halve finales en een finale. De verliezer is uitgeschakeld, de winnaar gaat verder in het toernooi en kan uiteindelijk in de finale strijden om de gouden medaille. De bronzen medaille wordt uitgereikt aan beide verliezende halve finalisten.
Een gevecht gaat over drie rondes van drie minuten per ronde. Aan het eind van elke ronde wijzen de vijf juryleden een winnaar aan met een vaste score van tien punten. De verliezer van de ronde krijgt een score die kan variëren van zeven tot negen punten per ronde. Na afloop van de wedstrijd worden de scores van de drie rondes bij elkaar opgeteld om tot een einduitslag te komen.

## Kwalificatie
Boksers mochten  tussen 19 en 40 jaar oud zijn om deel te mogen nemen aan het olympisch bokstoernooi. Elk land mag maximaal één bokser per gewichtsklasse afvaardigen.
Zes plaatsen (drie mannen en drie vrouwen) waren gereserveerd voor het gastland. Negen plaatsen (vijf vrouwen en vier mannen) werden ingevuld door de olympische tripartitecommissie. Voor de overige plaatsen werden kwalificatietoernooien gehouden. 139 boksers (75 vrouwen en 64 mannen) konden zich in 2023 plaatsen via vijf continentale kwalificatietoernooien. De overige quotaplaatsen werden verdeeld tijdens twee mondiale kwalificatietoernooien in 2024.
Continentale kwalificatietoernooien
Tijdens de continentale kwalificatietoernooien konden 139 boksers (75 vrouwen en 64 mannen) zich plaatsten:
- Europa: Europese Spelen 2023 - 23 juni t/m 2 juli 2023 in Krakau, Polen.
- Afrika: Afrikaans kwalificatietoernooi boksen - 9 t/m 15 september 2023 in Dakar, Senegal.
- Azië: Aziatische Spelen - 23 september t/m 8 oktober 2023 in Hangzhou, China.
- Amerika: Pan-Amerikaanse Spelen - 20 oktober t/m 5 november 2023 in Santiago, Chili.
- Oceanië: Pacifische Spelen - 27 november t/m 2 december 2023, Honiara, Salomon Eilanden.

Mondiale kwalificatietoernooien
Tijdens het eerste mondiale kwalificatietoernooi plaatsten 50 boksers (22 vrouwen en 28 mannen) zich en tijdens het tweede mondiale kwalificatietoernooi konden tussen de 45 en 51 boksers (20-23 vrouwen en 25-28 mannen), afhankelijk van het aantal daadwerkelijk gebruikte gastland-quotaplaatsen.
- Eerste mondiale kwalificatietoernooi - 29 februari t/m 12 maart 2024 in Busto Arzizio, Italië.
- Tweede mondiale kwalificatietoernooi - 23 mei t/m 3 juni 2024 in Bangkok, Thailand.

## Programma
LegendaO = ochtendsessie   M = Middagsessie   A = avondsessie

| R1 | Eerste ronde | R2 | Tweede ronde | KF | Kwartfinale | HF | Halve finale | F | Finale |

| Datum →                    | 27     | 27     | 28     | 28     | 28     | 29     | 29     | 29     | 30     | 30     | 30     | 31     | 31     | 31     | 1      | 1      | 1      | 2      | 2      | 3      | 3      | 4      | 4      | 5      | 6      | 7      | 8      | 9      | 10     |
| Onderdeel ↓                | M      | A      | O      | M      | A      | O      | M      | A      | O      | M      | A      | O      | M      | A      | O      | M      | A      | M      | A      | M      | A      | O      | M      | A      | A      | A      | A      | A      | A      |
| Mannen                     | Mannen | Mannen | Mannen | Mannen | Mannen | Mannen | Mannen | Mannen | Mannen | Mannen | Mannen | Mannen | Mannen | Mannen | Mannen | Mannen | Mannen | Mannen | Mannen | Mannen | Mannen | Mannen | Mannen | Mannen | Mannen | Mannen | Mannen | Mannen | Mannen |
| -------------------------- | ------ | ------ | ------ | ------ | ------ | ------ | ------ | ------ | ------ | ------ | ------ | ------ | ------ | ------ | ------ | ------ | ------ | ------ | ------ | ------ | ------ | ------ | ------ | ------ | ------ | ------ | ------ | ------ | ------ |
| Vlieggewicht (-51 kg)      |        |        |        |        |        |        |        |        | R2     | R2     | R2     |        |        |        |        |        |        | KF     | KF     |        |        | HF     | HF     |        |        |        | F      |        |        |
| Vedergewicht (-57 kg)      |        |        | R1     | R1     | R1     |        |        |        |        |        |        | R2     | R2     | R2     |        |        |        |        |        | KF     | KF     |        |        |        |        |        | HF     |        | F      |
| Lichtgewicht (-63,5 kg)    | R1     | R1     |        |        |        | R2     | R2     | R2     |        |        |        |        |        |        | KF     | KF     | KF     |        |        |        |        | HF     | HF     |        |        | F      |        |        |        |
| Weltergewicht (-71 kg)     |        |        | R1     | R1     | R1     |        |        |        |        |        |        | R2     | R2     | R2     |        |        |        |        |        | KF     | KF     |        |        |        | HF     |        |        | F      |        |
| Middengewicht (-80 kg)     |        |        |        |        |        |        |        |        | R2     | R2     | R2     |        |        |        |        |        |        | KF     | KF     |        |        | HF     | HF     |        |        | F      |        |        |        |
| Zwaargewicht (-92kg)       |        |        | R2     | R2     | R2     |        |        |        |        |        |        |        |        |        | KF     | KF     | KF     |        |        |        |        | HF     | HF     |        |        |        |        | F      |        |
| Superzwaargewicht {+92 kg) |        |        |        |        |        | R2     | R2     | R2     |        |        |        |        |        |        |        |        |        | KF     | KF     |        |        |        |        |        |        | HF     |        |        | F      |
| Vrouwen                    |        |        |        |        |        |        |        |        |        |        |        |        |        |        |        |        |        |        |        |        |        |        |        |        |        |        |        |        |        |
| Vlieggewicht (-50 kg)      |        |        | R1     | R1     | R1     |        |        |        |        |        |        |        |        |        | R2     | R2     | R2     |        |        | KF     | KF     |        |        |        | HF     |        |        | F      |        |
| Bantamgewicht (-54 kg)     | R1     | R1     |        |        |        |        |        |        | R2     | R2     | R2     |        |        |        | KF     | KF     | KF     |        |        |        |        | HF     | HF     |        |        |        | F      |        |        |
| Vedergewicht (-57 kg)      |        |        |        |        |        |        |        |        | R1     | R1     | R1     |        |        |        |        |        |        | R2     | R2     |        |        | KF     | KF     |        |        | HF     |        |        | F      |
| Lichtgewicht (-60 kg)      | R1     | R1     |        |        |        | R2     | R2     | R2     |        |        |        | KF     | KF     | KF     |        |        |        |        |        | HF     | HF     |        |        |        | F      |        |        |        |        |
| Weltergewicht (-66 kg)     |        |        | R1     | R1     | R1     |        |        |        |        |        |        |        |        |        | R2     | R2     | R2     |        |        | KF     | KF     |        |        |        | HF     |        |        | F      |        |
| Middengewicht (-75 kg)     |        |        |        |        |        |        |        |        |        |        |        | R2     | R2     | R2     |        |        |        |        |        |        |        | KF     | KF     |        |        |        | HF     |        | F      |

## Medailles

### Medaillewinnaars
Mannen
| Onderdeel                  | Goud | Goud                    | Zilver | Zilver                 | Brons   | Brons                                       |
| -------------------------- | ---- | ----------------------- | ------ | ---------------------- | ------- | ------------------------------------------- |
| Vlieggewicht (-51 kg)      | UZB  | Hasanboy Doesmatov      | FRA    | Billal Bennama         | DOM CPV | Junior Alcántara Daniel Varela de Pina      |
| Vedergewicht (-57 kg)      | UZB  | Abdumalik Khalokov      | KGZ    | Munarbek Seiitbek Uulu | AUS BUL | Charlie Senior Javier Ibáñez                |
| Lichtgewicht (-63,5 kg)    | CUB  | Erislandy Álvarez       | FRA    | Sofiane Oumiha         | CAN GEO | Wyatt Sanford Lasha Guruli                  |
| Weltergewicht (-71 kg)     | UZB  | Asadkhuja Muydinkhujaev | MEX    | Marco Verde            | USA GBR | Omari Jones Lewis Richardson                |
| Middengewicht (-80 kg)     | UKR  | Oleksandr Chyzjnjak     | KAZ    | Nurbek Oralbay         | DOM CUB | Cristian Pinales Arlen López                |
| Zwaargewicht (-92 kg)      | UZB  | Lazizbek Mullojonov     | AZE    | Loren Alfonso          | ESP TJK | Enmanuel Reyes Davlat Boltaev               |
| Superzwaargewicht (+92 kg) | UZB  | Bahodir Jalolov         | ESP    | Ayoub Ghadfa           | GER FRA | Nelvie Tiafack Djamili-Dini Aboudou Moindze |

Vrouwen
| Onderdeel              | Goud | Goud              | Zilver | Zilver             | Brons   | Brons                               |
| ---------------------- | ---- | ----------------- | ------ | ------------------ | ------- | ----------------------------------- |
| Vlieggewicht (-50 kg)  | CHN  | Wu Yu             | TUR    | Buse Naz Çakıroğlu | KAZ PHI | Nazym Kyzaibay Aira Villegas        |
| Bantamgewicht (-54 kg) | CHN  | Chang Yuan        | TUR    | Hatice Akbaş       | PRK KOR | Pang Chol-mi Im Ae-ji               |
| Vedergewicht (-57 kg)  | TPE  | Lin Yu-ting       | POL    | Julia Szeremeta    | TUR PHI | Esra Yıldız Nesthy Petecio          |
| Lichtgewicht (-60 kg)  | IRL  | Kellie Harrington | CHN    | Yang Wenlu         | TPE BRA | Wu Shih-yi Beatriz Ferreira         |
| Weltergewicht (-66 kg) | ALG  | Imane Khelif      | CHN    | Yang Liu           | THA TPE | Janjaem Suwannapheng Chen Nien-chin |
| Middengewicht (-75 kg) | CHN  | Li Qian           | PAN    | Atheyna Bylon      | AUS EOR | Caitlin Parker Cindy Ngamba         |

### Medaillespiegel
| Plaats | Land                        | NOC    | Goud | Zilver | Brons | Totaal |
| ------ | --------------------------- | ------ | ---- | ------ | ----- | ------ |
| 1      | Oezbekistan                 | UZB    | 5    | 0      | 0     | 5      |
| 2      | China                       | CHN    | 3    | 2      | 0     | 5      |
| 3      | Chinees Taipei              | TPE    | 1    | 0      | 2     | 3      |
| 4      | Cuba                        | CUB    | 1    | 0      | 1     | 2      |
| 5      | Algerije                    | ALG    | 1    | 0      | 0     | 1      |
| 5      | Ierland                     | IRL    | 1    | 0      | 0     | 1      |
| 5      | Oekraïne                    | UKR    | 1    | 0      | 0     | 1      |
| 8      | Frankrijk                   | FRA    | 0    | 2      | 1     | 3      |
| 8      | Turkije                     | TUR    | 0    | 2      | 1     | 3      |
| 10     | Kazachstan                  | KAZ    | 0    | 1      | 1     | 2      |
| 10     | Spanje                      | ESP    | 0    | 1      | 1     | 2      |
| 12     | Azerbeidzjan                | AZE    | 0    | 1      | 0     | 1      |
| 12     | Kirgizië                    | KGZ    | 0    | 1      | 0     | 1      |
| 12     | Mexico                      | MEX    | 0    | 1      | 0     | 1      |
| 12     | Panama                      | PAN    | 0    | 1      | 0     | 1      |
| 12     | Polen                       | POL    | 0    | 1      | 0     | 1      |
| 17     | Australië                   | AUS    | 0    | 0      | 2     | 2      |
| 17     | Dominicaanse Republiek      | DOM    | 0    | 0      | 2     | 2      |
| 17     | Filipijnen                  | PHI    | 0    | 0      | 2     | 2      |
| 20     | Brazilië                    | BRA    | 0    | 0      | 1     | 1      |
| 20     | Bulgarije                   | BUL    | 0    | 0      | 1     | 1      |
| 20     | Canada                      | CAN    | 0    | 0      | 1     | 1      |
| 20     | Duitsland                   | GER    | 0    | 0      | 1     | 1      |
| 20     | Georgië                     | GEO    | 0    | 0      | 1     | 1      |
| 20     | Groot-Brittannië            | GBR    | 0    | 0      | 1     | 1      |
| 20     | Kaapverdië                  | CPV    | 0    | 0      | 1     | 1      |
| 20     | Noord-Korea                 | PRK    | 0    | 0      | 1     | 1      |
| 20     | Olympisch vluchtelingenteam | EOR    | 0    | 0      | 1     | 1      |
| 20     | Tadzjikistan                | TJK    | 0    | 0      | 1     | 1      |
| 20     | Thailand                    | THA    | 0    | 0      | 1     | 1      |
| 20     | Verenigde Staten            | USA    | 0    | 0      | 1     | 1      |
| 20     | Zuid-Korea                  | KOR    | 0    | 0      | 1     | 1      |
| Totaal | Totaal                      | Totaal | 13   | 13     | 26    | 52     |

St. Louis 1904 · Londen 1908 · Antwerpen 1920 · Parijs 1924 · Amsterdam 1928 · Los Angeles 1932 · Berlijn 1936 · Londen 1948 · Helsinki 1952 · Melbourne 1956 · Rome 1960 · Tokio 1964 · Mexico-stad 1968 · München 1972 · Montréal 1976 · Moskou 1980 · Los Angeles 1984 · Seoel 1988 · Barcelona 1992 · Atlanta 1996 · Sydney 2000 · Athene 2004 · Peking 2008 · Londen 2012 · Rio de Janeiro 2016 · Tokio 2020  · Parijs 2024 
Medaillewinnaars
Atletiek · Badminton · Basketbal · Boksen · Boogschieten · Breaking · Gewichtheffen · Golf · Gymnastiek · Handbal · Hockey · Judo · Kanovaren · Klimsport · Moderne vijfkamp · Paardensport · Roeien · Rugby · Schermen · Schietsport · Schoonspringen · Skateboarden  · Surfen · Synchroonzwemmen · Taekwondo · Tafeltennis · Tennis · Triatlon · Voetbal · Volleybal · Waterpolo · Wielersport · Worstelen · Zeilen · Zwemmen